# Psittacorhynchus verweyi
Psittacorhynchus verweyi är en plattmaskart som beskrevs av Den Hartog 1968. Psittacorhynchus verweyi ingår i släktet Psittacorhynchus och familjen Gnathorhynchidae. Inga underarter finns listade i Catalogue of Life.